# Djamila Amrane-Minne
Pour les articles homonymes, voir Amrane.
Djamila Amrane-Minne, née Danièle Minne, est une écrivaine, poète, militante et professeure des universités née le 13 août 1939 à Neuilly-sur-Seine (Hauts-de-Seine) et morte le 11 février 2017 à Alger.
Fille et belle-fille d'activistes communistes condamnés à mort, elle est une militante du Front de libération nationale, une porteuse de valise et une poseuse de bombe pour le compte du FLN à Alger durant la guerre d'Algérie. Elle bénéficie de l'amnistie générale de 1962.
Installée en Algérie, après l'indépendance, elle devient le premier professeur en histoire de nationalité algérienne. Mariée durant la guerre à Khellil Amrane, tué peu avant le cessez-le-feu, elle épouse en secondes noces le frère de Khellil Amrane, Rabah Amrane. Elle porte en prénom son nom de guerre, Djamila. Durant les années 1990, fuyant la violence en Algérie, elle enseigne l'histoire de la décolonisation en France, à l'université Toulouse II-Le Mirail ; elle est membre du Groupe de recherche sur l'histoire immédiate.

## Biographie

### Famille
Les parents de Danièle Minne, Jacqueline Netter, d'origine rouennaise, et Pierre Minne, professeur de philosophie, arrivent en Algérie en 1948. Jacqueline Netter se remarie, en 1950, avec Abdelkader Guerroudj, militant du Parti communiste algérien ; institutrice à Négrier (aujourd'hui Chetouane) puis à Aïn Fezza près de Tlemcen elle adhère au Parti communiste algérien (PCA).
En avril 1955, Jacqueline et Abdelkader Guerroudj sont expulsés pour leurs activités. Après avoir passé quelques mois en France, ils rentrent à Alger et participent à partir de janvier 1956 à l'organisation des Combattants de la libération et du Réseau bombes de Yacef Saâdi. Ils sont tous les deux condamnés à mort comme complices de Fernand Iveton, seul Européen guillotiné durant la guerre d'Algérie, mais seront graciés, avec Djamila Bouazza et Djamila Bouhired, le 8 mars 1962.

### L'attentat de l'Otomatic(26 janvier 1957)
Danièle Minne participe en 1956 à la grève des étudiants et rejoint la rébellion des nationalistes algériens sous le nom de Djamila. Membre du « réseau bombes » du FLN durant la bataille d'Alger, elle fait partie du groupe de jeunes femmes poseuses de bombes dans les lieux publics d'Alger, en particulier les cafés fréquentés par la jeunesse, causant la mort de plusieurs personnes.
Le samedi 26 janvier 1957, Danièle qui est encore mineure (17 ans) participe à un triple attentat du FLN dans trois brasseries de la rue Michelet, située dans le quartier européen. Elle accompagne la poseuse de bombe Zahia Kharfallah  dans le bar Otomatic à Alger, tandis que ses complices déposent d'autres engins explosifs au Coq-Hardi et à La Cafétéria.
Le bilan de ces attentats est de « quatre femmes tuées, 37 blessés hospitalisés dont 21 femmes, dont deux dans un état alarmant » selon Le Journal d'Alger.
Condamnée le 4 décembre 1957 à sept ans de prison, incarcérée à la prison de Barberousse, transférée en suite en France, elle est libérée en avril 1962 du centre pénitentiaire pour femmes de Rennes et amnistiée en application des Accords d'Évian.

### Universitaire et poète
Après l'indépendance de l'Algérie, Danièle Minne opte pour la nationalité algérienne et devient Djamila Amrane lors de son mariage en 1964. Elle travaille à l'université d'Alger puis, après un doctorat d'État (1988), devient en 1999 professeur d'histoire et d'études féminines à l'université de Toulouse.
Outre des poèmes, elle a écrit plusieurs ouvrages, dont l'un fondé sur 88 entretiens réalisés entre 1978 et 1986, sur la participation des femmes algériennes à la « Guerre de libération ».

## Poésies
Des poèmes de Djamila Amrane figurent parmi ceux de vingt-six auteurs dans Espoir et parole, anthologie de poèmes algériens essentiellement écrits durant la « guerre de libération » et rassemblés par Denise Barrat, que publie en 1963 Pierre Seghers, avec des illustrations d'Abdallah Benanteur.
Trois de ces poèmes ont été écrits à la prison de Pau, Vous m'avez appelée, fenêtres de prison et Pourquoi ? en 1959, Sept années de guerre en mai 1961. Danièle Amrane a reçu le 1er prix Jeune Afrique en octobre 1962.
La nouvelle Le Couscous du rêve de Danièle Amrane a été publiée dans Alger-républicain en 1963. Boqala, publié dans Espoir et parole, a été repris dans Algérie-Actualité en 1967.

## Essais
- Les femmes algériennes et la guerre de libération nationale, 1954-1962, 1989 [thèse]
- Les femmes algériennes dans la guerre, préface de Pierre Vidal-Naquet, Paris, Plon, 1991, 298 p.  (ISBN 2-259-02295-2)
- Femmes au combat, préface d'André Mandouze, Alger, Éditions Rahma, 1993, 298 p.
- Des femmes dans la guerre d'Algérie, entretiens, préface de Michelle Perrot, Paris, Éditions Karthala, 1994, 218 p.  (ISBN 2865375102 et 978-2865375103)

## Jugement
« Boqala reste un des plus beaux poèmes de la guerre ».

## Hommage
Le 5 juillet 2025, le Département de la Seine-Saint-Denis donne son nom à la Maison du parc de la Bergère à Bobigny. Après avoir vu sa façade dégradée par des inscriptions racistes, 
une partie du bâtiment est l'objet d'un incendie volontaire.

### Documentaire
- Moudjahidate, des engagements de femmes dans la guerre d'Algérie, d'Alexandra Dols, avec Djamila Amrane